# Gervais (Unternehmen)
Gervais war ein französischer Lebensmittelkonzern der Milchwirtschaft mit Produktionsstandorten in der Normandie, der von 1852 bis 1973 existierte.

## Unternehmensgeschichte

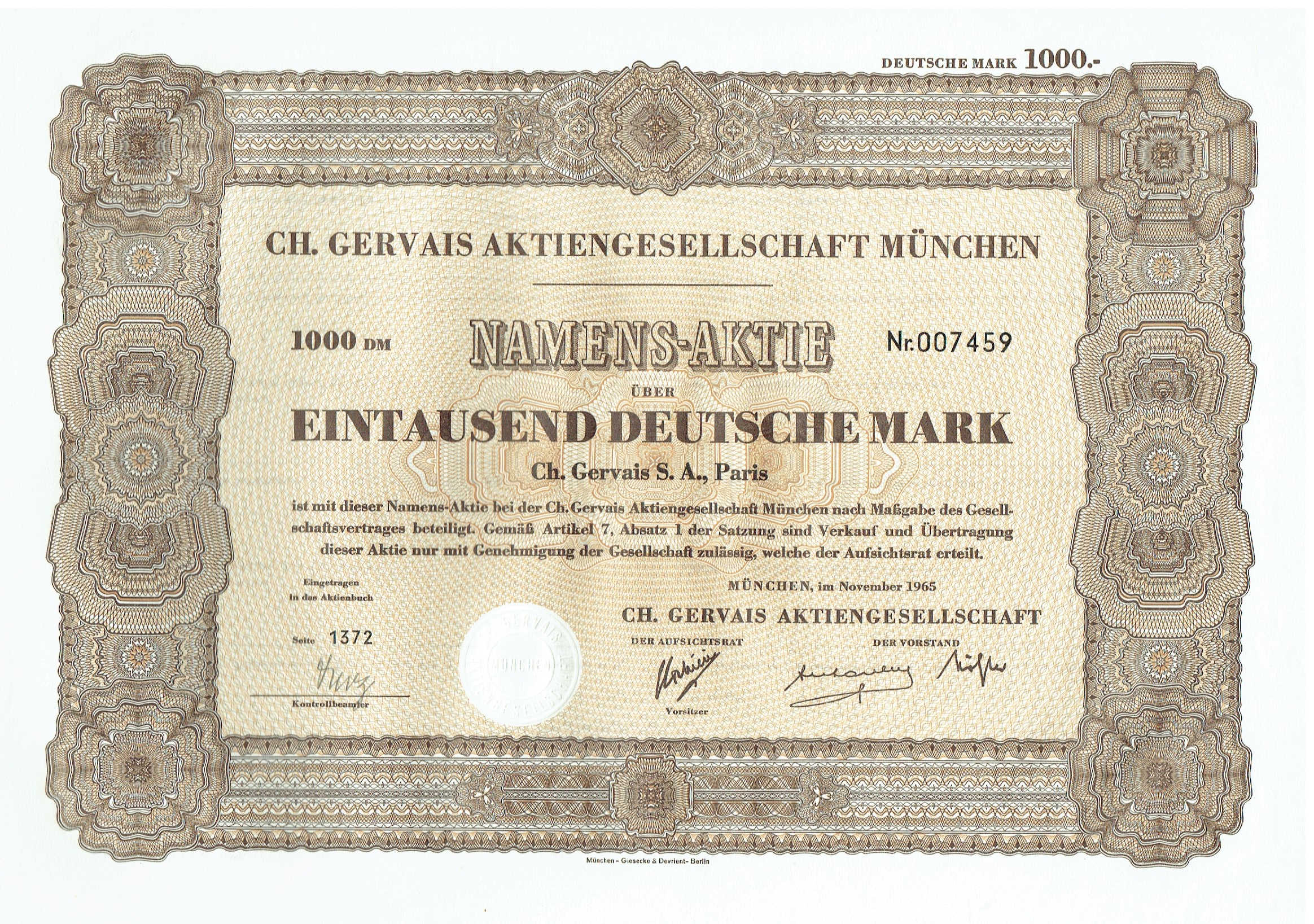
Namensaktie der deutschen Tochterfirma Ch. Gervais AG von 1965, ausgestellt auf die Mutterfirma Ch. Gervais S. A.

Das Unternehmen wurde 1852 von Charles Gervais (1826–1893) als „Fromagerie Ch. Gervais“ in Ferrières-en-Bray gegründet. In den 1870er Jahren begann er mit der Vermarktung der Frischkäseprodukte Petit-suisse und Carrés Gervais, die bald überregional bekannt wurden. Nach dem Tod von Gervais übernahmen seine Söhne Jules (1851–1933) und Paul († 1914) die Firmenleitung. Um die Jahrhundertwende hatte das Unternehmen etwa 200 Mitarbeiter, die in den beiden Fabriken in Gournay-en-Bray arbeiteten. 1911 erfolgte die Umwandlung in eine Aktiengesellschaft. 1917 wurde eine Fabrik in Neufchâtel-en-Bray errichtet, im Anschluss folgte der Bau eines weiteren Produktionsstandortes in Le Molay-Littry. 1933 begann das Unternehmen mit der Speiseeisherstellung; insbesondere die Produktmarke „Esquimau“ war ein wirtschaftlicher Erfolg.
Gervais war ab 1947 eine Holdinggesellschaft und kontrollierte nunmehr auch die Laitière Gallia, eines Produzenten für Säuglingsnahrung mit Sitz in Longueville-sur-Scie. Gervais selbst hatte ihren Sitz in Paris, dort aber keinen Produktionsstandort. Sie fusionierte 1967 mit dem spanischen Lebensmittelkonzern Danone zur Gervais-Danone-Gruppe, die sich 1973 wiederum mit dem Glasfabrikanten Boussois-Souchon-Neuvesel (BSN) zum Konzern BSN-Gervais Danone zusammenschloss und heute den Namen Danone führt. Gervais blieb eine Zeit lang als Marke für Milchprodukte erhalten.
Im Jahr 2013 übernahm die Hochland SE den Markennamen Gervais und vertreibt seitdem unter diesem Namen Kräuterquark und Hüttenkäse.